# Ezechiel Landau
Ezechiel ben Jehuda ha-Levi Landau (hebrejsky יחזקאל לנדא‎, někdy též Jechezkel nebo Ezekiel ben Juda Landau, 8. října 1713 Opatów, Polské království – 29. dubna 1793 Praha, České království) byl posek halachy – židovského práva a pražský vrchní rabín. Je také znám pod přezdívkami odvozenými z názvů jeho nejznámějších spisů: sbírky respons Noda bi-Jehuda (נודע ביהודה‎ – „Jest známo v Judeji“) a souboru talmudických komentářů vydaného pod názvem Cijun le-nefeš Chaja, obvykle zkracováno jako Celach (צל״ח‎).

## Život a činnost
Ezechiel Landau pocházel z rabínské rodiny, mezi jeho předky patří i významný středověký učenec Raši.
Navštěvoval ješivu (vysokou školu učení talmudu) ve Vladiměři a v Brodech, kde byl roce 1734 jmenován dajanem (rabínským soudcem), a roku 1745 se stal rabínem v Jampolu. V Jampolu se pokusil urovnat spor mezi Jacobem Emdenem a Jonathanem Eybeschützem, v tzv. „amuletovém sporu“. Tento spor „narušoval život židovské obce po mnoho let“. Jeho role v tomto sporu byla vnímána jako „velmi taktní“ a byla vysoce oceněna židovskou obcí v Praze, kde byl následně roku 1755 jmenován rabínem.
V Praze založil ješivu, jedním z jejích studentů byl rabínský spisovatel Abraham Danzig.

## Názory a postoje
Kromě svých diplomatických schopností vynikal především jako znalec talmudu a halachy. S velkou opatrností přistupoval k jakýmkoli novostem, které by mohly odvádět židovstvo od studia talmudu či narušit židovskou tradici ve své celistvosti. Byl odpůrcem sabatiánů i chasidismu, a odmítal se zabývat kabalou, přestože s kabalistickou literaturou byl dobře obeznámen. Vystoupil ale také proti německému překladu tóry od průkopníka haskaly Mošeho Mendelssohna a projevil obavy z josefinských reforem. Naproti tomu si velmi vážil díla Maimonidova, jak halachického, tak i filosofického.